# Promesse (album de Patrick Fiori)
Pour les articles homonymes, voir Promesse.
Albums de Patrick Fiori
Choisir
(2014) Un air de famille
(2020)
Singles
1. Où je vis[1]
Sortie : 7 juillet 2017
2. Chez nous
Sortie : 10 janvier 2018
3. Les gens qu'on aime[2]
Sortie : 28 août 2018

Promesse est le dixième album de Patrick Fiori sorti le 29 septembre 2017.

## Titres
| No  | Titre                                                 | Auteur                                                    | Durée |
| --- | ----------------------------------------------------- | --------------------------------------------------------- | ----- |
| 1.  | Où je vis                                             | Patrick Fiori                                             | 2:57  |
| 2.  | La vie idéale                                         | Ariane Quatrefages, Christophe Beucher                    | 2:58  |
| 3.  | Chez nous (Plan d’Aou, Air Bel) (en duo avec Soprano) | Jean-Jacques Goldman                                      | 4:08  |
| 4.  | Les gens qu'on aime                                   | Jean-Jacques Goldman                                      | 3:26  |
| 5.  | Ta belle histoire                                     | Patrick Fiori, Ycare                                      | 2:53  |
| 6.  | Promesse (Thème)                                      | Patrick Fiori                                             | 2:03  |
| 7.  | Promesse (en duo avec Slimane)                        | Patrick Fiori, Slimane                                    | 3:02  |
| 8.  | Un jour                                               | Patrick Hampartzoumian, Patrick Fiori, Ariane Quatrefages | 3:17  |
| 9.  | Le meilleur de nous                                   | Patrick Hampartzoumian, Patrick Fiori, Ariane Quatrefages | 3:20  |
| 10. | J’ai tout mon temps                                   | Patrick Fiori                                             | 3:11  |
| 11. | Mais quand même                                       | Serge Lama, Patrick Fiori                                 | 3:40  |
| 12. | Mes belles figures                                    | Patrick Fiori                                             | 4:46  |

## Réédition
Le 22 février 2019 l'album est réédité dans une version collector avec notamment trois titres bonus dont deux inédits Je sais et Délé Yaman, un documentaire sur les coulisses de la tournée, des clips et un making-of.
| No | Titre                           | Auteur        | Durée |
| -- | ------------------------------- | ------------- | ----- |
| 1. | Je sais                         |               | 3:22  |
| 2. | Délé Yaman                      | Patrick Fiori | 2:59  |
| 3. | Où je vis (Version alternative) | Patrick Fiori | 2:55  |

## Accueil commercial
L'album se vend à plus de 100 000 exemplaires.

## Classements et certifications

### Classements hebdomadaires
| Classement (2017)            | Meilleure position |
| ---------------------------- | ------------------ |
| Belgique (Wallonie Ultratop) | 6                  |
| France (SNEP)                | 7                  |
| Suisse (Schweizer Hitparade) | 19                 |

### Certifications et ventes
| Région        | Certification | Ventes/Streams |
| ------------- | ------------- | -------------- |
| France (SNEP) | Platine       | 100 000        |